# Halo: Reach
Halo: Reach é um jogo eletrônico de tiro em primeira pessoa desenvolvido pela Bungie e publicado pela Microsoft Game Studios para Xbox 360. Reach foi lançado na América do Norte, Austrália e Europa no dia 14 de setembro de 2010. O jogo se passa no ano de 2552, quando a humanidade está em guerra contra os Covenant. O jogador controla Noble Seis, um membro de um esquadrão de elite, quando um mundo humano conhecido como Reach é atacado pelos Covenant.
Após desenvolver Halo 3 em 2007, a Bungie dividiu-se em equipes para desenvolver dois jogos diferentes, que se tornariam Halo 3: ODST e Reach. Os desenvolvedores decidiram criar uma prequela da trilogia Halo original, libertando-se das obrigações de abordar tópicos anteriores da história. Como o jogo se passaria em um mundo humano condenado à destruição, os desenvolvedores focaram-se em fazer do ambiente, um personagem por si só. Os compositores de longa data de Halo, Martin O'Donnell e Michael Salvatori, voltaram para compor a trilha sonora de Reach, visando músicas mais sombrias para condizer com o enredo.
Reach foi anunciado pela primeira vez na Electronic Entertainment Expo de 2009 em Los Angeles, Califórnia, com o primeiro vídeo da ação em jogo exibido durante a Spike Video Game Awards de 2009. Os jogadores que compraram Halo 3: ODST podiam participar na versão beta multijogador de Halo: Reach em maio de 2010; a beta permitia que a Bungie obtivesse opiniões e respostas dos jogadores para detectar falhas e ajustar a jogabilidade antes de entregar a versão final. Reach teve um marketing muito intenso e vencedor de diversos prêmios, até então com o maior orçamento dado pela Microsoft, criando vídeos publicitários cinemáticos, figuras, mídia interativa etc.
Halo: Reach arrecadou US$200 milhões em seu dia de lançamento, estabelecendo um novo recorde para a série. O jogo vendeu bem na maior parte dos territórios, vendendo mais de três milhões de unidades em seu primeiro mês na América do Norte. A recepção da crítica foi extremamente positiva; editores de publicações como IGN, GamePro, GameSpy e Official Xbox Magazine consideraram-no o melhor Halo até então. Os críticos em geral elogiaram os gráficos e os sons do jogo, o enredo foi considerado mais simples que seus antecessores, ficando mais acessível que os outros jogos da franquia,  devido aos acontecimentos do jogo . Reach foi o último jogo da série Halo desenvolvido pela Bungie; atualmente, os jogos estão a cargo da 343 Industries, subsidiária da Microsoft.

## Jogabilidade

O personagem controlado pelo jogador atira com seu rifle de assalto contra forças Covenant inimigas, flanqueadas pelos membros da Equipe Noble

Halo: Reach é um jogo de tiro em primeira pessoa que é visto, predominantemente, numa perspectiva em primeira pessoa; contudo, a perspectiva muda para a terceira pessoa ao usar certas armas e veículos. A jogabilidade é mais semelhante à de Halo: Combat Evolved do que à de jogos posteriores da franquia. O head up display mostra as armas atuais do jogador, suas habilidades e sua vida; ele também contém uma bússola e um "sensor de movimento" que registra movimentos de aliados, inimigos e veículos em um certo raio do jogador. O HUD muda quando o jogador pilota aeronaves e naves espaciais.
Na campanha do jogo, que pode ser jogada por apenas um jogador ou de forma cooperativa, os jogadores assumem o papel de Noble Seis, um supersoldado encarregado no combate contra um coletivo de alienígenas conhecido como Covenant. Os Covenant apresentam-se em oito variedades distintas com diferentes categorias e classes para cada uma; por exemplo, Elites são os líderes de um grupo, enquanto Grunts são menos inteligentes e só são perigosos em grupos grandes. O personagem do jogador é equipado com um escudo de energia que se recarrega e absorve dano de armas e impactos. Quando o escudo de energia é esgotado, o personagem do jogador perde vida. Quando a vida chega a zero, o personagem morre e o jogo recarrega do último ponto de controle. A vida é recuperada usando pacotes de vida espalhados pelas fases de Reach. Os encontros com inimigos na campanha são tipicamente grandes, com áreas abertas, locais para se proteger do fogo inimigo e pontos de vantagem estratégicos. Uma novidade à franquia Halo são sequências de dogfight no espaço.
Reach conta com versões atualizadas de armas antigas, além de novas armas cumprindo vários papéis no combate. Em Halo 3, o jogador pode usar power-ups de uso único que oferecem vantagens ofensivas ou defensivas. Este sistema de uso único de equipamentos é substituído em Reach por habilidades de armaduras reutilizáveis que permanecem com o jogador até que sejam substituídas. As habilidades são uma mochila a jato, camuflagem invisível, correr a grandes velocidades, um holograma que cria uma réplica do jogador e corre até um objetivo, um escudo que recupera vida e protege quem estiver dentro e, por fim, um bloqueio de armadura que imobiliza o jogador, mas lhe dá invencibilidade por um curto período. Ao jogar como Elites dos Covenant, os jogadores também têm acesso a uma habilidade de esquiva.

### Multijogador
Reach suporta multijogador player versus player em tela dividida em apenas um Xbox 360, redes locais (System Link) e no serviço Xbox Live. O jogo inclui modos multijogador padrão como Assassino e Capturar a Bandeira, bem como novos modos de jogo para a franquia. Em Caçador de Cabeças, os personagens soltam caveiras ao morrer, que podem ser recolhidas por outros jogadores e depositadas em áreas especiais para ganhar pontos. Quando um jogador morre, todas as suas caveiras acumuladas caem. Em Reservas, os times devem correr para pegar bandeiras neutras e segurá-las em pontos de captura a cada minuto para ganhar pontos. Em Defesa do Gerador, três supersoldados humanos (Spartans) opõem-se a três soldados Covenant (Elites). O objetivo dos Elites é destruir três geradores, enquanto os Spartans defendem a instalação. Depois de cada rodada, os jogadores mudam de papel. Invasão é um modo de seis contra seis com três esquadras em cada time. Esse modo coloca Spartans contra Elites; Elites competem pelo controle dos territórios para desligar um escudo que guarda um núcleo de navegação. Assim que o escudo é desabilitado, eles devem transferir o núcleo para uma nave de desembarque; os Spartans devem evitar que isso aconteça. Ao longo do progresso do jogo, novos veículos e áreas do mapa tornam-se disponíveis.
Outra opção multijogador é Tiroteio, onde os jogadores enfrentam ondas de inimigos em dificuldade crescente num modo de sobrevivência. Os jogadores podem customizar opções do modo Tiroteio, incluindo o número e os tipos de inimigos. Uma variação desse modo, Tiroteio Contra, permite aos jogadores controlarem Elites Covenant para tentar impedir o time de Spartans de fazer pontos. Modos de jogo como Defesa do Gerador também estão incluídos no Tiroteio.
Também incluída em Reach está a Fornalha, um editor de fases. Os jogadores podem editar os mapas do modo multijogador padrão e um mapa grande e vazio conhecido como Mundo da Fornalha, que permite adicionar ou modificar pontos de respawn, armas e itens. Outras funções adicionas incluem o "Cinema", onde os jogadores podem assistir a gravações de seus jogos e capturar imagens e vídeos para guardá-los, e o "Compartilhamento de Arquivos", onde os jogadores podem enviar para a Internet suas imagens, gravações e mapas customizados para exibição pública.

## Sinopse

### Cenário e personagens
Reach desenrola-se em um cenário futurista de ficção científica, no ano de 2552, logo antes dos eventos de Halo: Combat Evolved e durante os eventos do romance Halo: The Fall of Reach. Os humanos, sob o comando do Comando Espacial das Nações Unidas (UNSC), têm travado uma longa guerra contra um coletivo de raças alienígenas conhecido como Covenant. Nos eventos de Halo: Reach, quase todas as colônias humanas caíram. O planeta Reach é uma colônia similar à Terra e, nele, encontra-se o principal centro militar do UNSC. A colônia é também o lar de 700 milhões de humanos, além da presença militar.
O jogo segue as ações da Equipe Noble, uma unidade de operações especiais do UNSC composta por supersoldados de elite conhecidos como Spartans. Os jogadores assumem o papel de um novo integrante da equipe, conhecido como Noble Seis. O líder da Equipe Noble é Carter-A259. Sua vice-líder, Kat-B320, tem um braço biônico; juntos, Carter e Kat são os únicos membros remanescentes da Equipe Noble original. Outros membros da nova equipe incluem o especialista em armas pesadas Jorge-052, o especialista em assalto Emile-A239 e o atirador Jun-A266.

### Enredo
O jogo inicia-se com a vista do planeta Reach em ruínas, e, então, a cena volta para acontecimentos anteriores à invasão Covenant. A Equipe Noble, enviada para descobrir por que um relê de comunicações foi desligado, descobre forças Covenant em Reach. Logo após, a equipe defende a Base Sword, uma instalação do Escritório de Inteligência Naval (ONI), a partir de uma nave Covenant capturada. A equipe conhece, então, Catherine Halsey, uma cientista e o "cérebro" por trás do programa Spartan e sua armadura, MJOLNIR. Halsey informa à Equipe Noble que as forças Covenant estavam em busca de informações importantes.
Jun e Seis são enviados em uma missão secreta para avaliar as tropas Covenant e descobrem uma grande força de invasão no planeta. Na manhã seguinte, a Equipe Noble auxilia as forças do UNSC em um assalto a uma base terrestre Covenant. Quando um supercargueiro Covenant se junta à luta, Jorge e Seis partem em um plano para destruir o cargueiro utilizando uma bomba improvisada. Os Spartans usam caças de ataque para se infiltrar em uma corveta Covenant, preparam a bomba e traçam um rumo para se atracar ao cargueiro. O temporizador da bomba é danificado, então, Jorge fica para trás e sacrifica-se, destruindo o cargueiro. Momentos depois, um grande número de naves Covenant chega a Reach para iniciar uma invasão em grande escala.
Seis retorna à superfície e viaja para a cidade de New Alexandria. O Spartan auxilia os militares na região na luta contra os Covenant e na evacuação de civis, reunindo-se novamente com a Equipe Noble. Eles se retiram para um bunker subterrâneo quando os Covenant começam a bombardear a cidade com plasma, mas Kat é morta por um Elite antes de alcançá-lo. Chamada novamente à Base Sword, a Equipe Noble é guiada pelo subterrâneo para um antigo artefato que Halsey acredita ser a chave para vencer a guerra contra os Covenant. Seis, Carter e Emile são, então, enviados em um transporte com a inteligência artificial Cortana – e informações sobre o artefato – para a nave UNSC Pillar of Autumn (Pilar do Outono). Jun deixa a equipe para escoltar Halsey para outra base.
Em rota para a doca do Pillar of Autumn, Carter é gravemente ferido. Ele, então, guia sua nave em direção a uma plataforma de ataque Covenant, abrindo caminho para que Seis e Emile cheguem às docas. Emile usa um canhão para defender o Autumn enquanto Seis luta com forças terrestres Covenant para levar Cortana ao capitão do Pillar of  Autumn, Jacob Keyes. Quando Emile é morto por Elites, Seis fica para trás para controlar o canhão, assegurando a fuga do Autumn. O Pillar of Autumn traça um rumo e descobre um dos anéis da matriz (Halo), e o decorrer da história se desenrola em Halo: Combat Evolved.
A cena pós-créditos coloca o jogador no controle de Seis em uma última luta contra uma esmagadora força Covenant. Depois de sofrer danos pesados, Seis tira seu capacete, é rendido e, por fim, morto. A cena seguinte mostra anos mais tarde, com o capacete de Seis ainda nos gramados da planície de Reach, agora restaurada. A narração de Halsey elogia a Equipe Noble, que permitiu a vitória da humanidade sobre os Covenant.

## Desenvolvimento

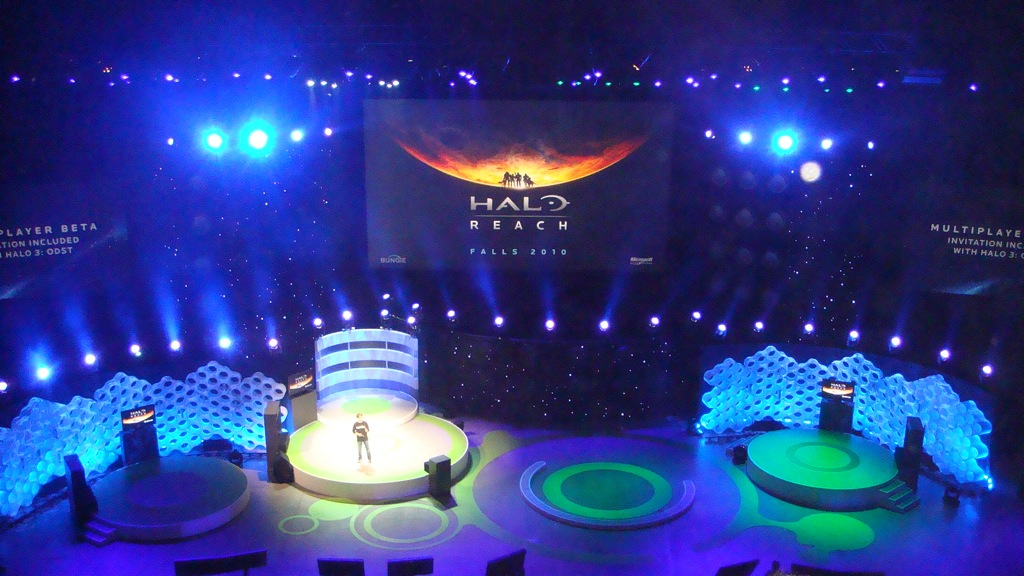
Anúncio de Reach na E3

Halo: Reach foi anunciado em 1 de junho de 2009 juntamente com um trailer na conferência de imprensa da Microsoft na Electronic Entertainment Expo (E3) 2009. Um comunicado de imprensa anunciou que um convite à beta aberta do multijogador do jogo apareceria em 2010. Reach é o último jogo da franquia Halo desenvolvido pela Bungie. A responsabilidade do desenvolvimento de jogos Halo futuros ficou por conta da 343 Industries, subsidiária da Microsoft.
Um trailer lançado em 3 de março de 2010 apresentou o modo multijogador do jogo. A Bungie revelou partes da campanha e do modo Firefight na E3 2010. O jogo atingiu o momento "Sem bugs no lançamento" em 23 de junho, significando uma mudança na criação de conteúdo para solução de problemas; inteligência artificial com bugs ou outros elementos seriam removidos em vez de corrigidos por conta da falta de tempo. A Bungie divulgou a lista completa de conquistas do jogo em 30 de julho, incluindo seus títulos, símbolos e requisitos, e concluiu Reach entre o fim de julho e início de agosto de 2010.

### Design
Depois de Halo 3, o estúdio de desenvolvimento Bungie criou um time interno para trabalhar no jogo baseado em Halo de Peter Jackson, intitulado Halo Chronicles. Chronicles foi eventualmente cancelado e o time começou a trabalhar em um projeto de expansão independente – Halo 3: ODST – enquanto outro time, liderado pelo diretor de criação Marcus Lehto e com a liderança do projeto por Christian Allen, trabalhou em Reach. O time considerou muitos conceitos e abordagens diferentes para o jogo; entre as ideias rejeitadas, estava uma sequência de Halo 3. O time eventualmente decidiu criar uma prequela de Halo: Combat Evolved durante uma discussão. A prequela se passaria no planeta Reach, durante um momento crucial na guerra. "Reach, como um planeta ficcional, foi um grande candidato para o jogo. É um mundo tão rico, com uma ficção tão formidável envolvendo-o", disse Lehto. "Nós estávamos tipo: 'Certo, é isso. Nós já conseguimos um monte de coisa que podemos fazer aqui, então podemos construir uma história imensa com isso.'" Já não sobrecarregada com a continuação da história envolvendo a trilogia Halo, a Bungie usou Reach para introduzir novos personagens e ambientes. Como Reach termina com a destruição do planeta homônimo, a Bungie queria ter certeza de que os jogadores ainda sentiriam um senso de missão cumprida e sucesso. "É um desafio fazer o jogador sentir que está fazendo a coisa certa por todo o caminho até o fim", disse Lehto.
Lehto afirmou que criar uma história conduzida por personagens foi um grande desafio – os jogadores saberiam mais sobre eles ao longo do progresso da campanha, mas os personagens Spartans também teriam que se comportar de forma inteligente. "Os jogos Halo constantemente apresentavam protagonistas que eram calados durante sequências de jogabilidade. O gerente de comunidade Brian Jarrard pediu para que os jogadores pudessem escolher também uma Noble Seis do gênero feminino e que as animações e diálogos mudassem de acordo com a opção. A parte pós-créditos do jogo foi assunto de intensa discussão: alguns na Bungie queriam removê-la. O produtor executivo Joe Tung apontou que "o componente de 'sobrevivência'... foi ótimo para nós. Nós definitivamente falamos sobre versões diferentes de como aquilo iria acontecer e diferentes versões do final [do jogo] cinematicamente, mas eu acho que a forma como acabou é um final com bom ritmo, significativo e emocionalmente impactante".
Os desenvolvedores originalmente pretendiam "portar" os recursos existentes em Halo 3 para Reach e adaptá-los. Para Halo 3, a Bungie foi forçada a reduzir partes do jogo para que coubessem nas limitações do motor de jogo, mas a empresa queria fazer Reach com aparência melhor do que a de seus predecessores. "Quanto mais começamos a pensar sobre isso, mas percebemos que poderíamos criar cada elemento do zero com uma grande melhoria na qualidade e sem investir tanto tempo", disse o artista 3D da Bungie, Scott Shepherd. A resolução da textura e o número de polígonos dos modelos aumentou; o rifle de assalto em Reach é construído com mais polígonos do que um soldado inteiro em Halo 3. O concept art da prequela também deu ao time artístico uma oportunidade de refazer inimigos principais, armas e elementos da franquia. Os artistas encontraram inspiração no concept art de Halo: Combat Evolved; a forma dos Covenant Grunts redesenhados veio do artista de conceito Shi Kai Wang, criada dez anos antes.
Os desenvolvedores refizeram o motor de jogo, o software que controla a renderização e a maior parte da jogabilidade. A Bungie contratou um especialista em captura de movimento para desenvolver animações de personagem mais realistas. Construir um estúdio de captura de movimento interno poupou tempo à Bungie, já que foi possível aplicar os dados das animações nos modelos do jogo no mesmo dia em que eram capturados. Os desenvolvedores procuraram um aumento no valor de replay ao se focarem em aprimorar a inteligência artificial. Em vez de roteirizarem os encontros com inimigos, eles focaram-se em uma abordagem mais próxima à de um mundo aberto.

### Áudio
O time de compositores Martin O'Donnell e Michael Salvatori criou a trilha sonora de Reach. O'Donnell compôs as músicas "sombrias, mais viscerais", já que o enredo é conduzido por personagens e foca-se em um planeta que já se sabe – no universo fictício de Halo – que caiu. A primeira música que ele escreveu para Reach foi tocada na primeira apresentação do jogo, e ele usou-a como ponto de partida para desenvolver outros temas. O'Donnell começou a trabalhar em Reach enquanto ODST, cujas músicas também foram compostas por ele, ainda estava em produção, mas não começou a compor até agosto de 2009. Os antigos compositores de Halo, Salvatori, C. Paul Johnson e Stan LePard assistiram O'Donnell. Em Reach, ele não lhes deu responsabilidades estritamente divididas. "Eu decidi, desta vez, criar alguns novos temas, tempos, tons e outros pontos iniciais básicos para ideias musicais", explicou O'Donnell. "Eu mostrei os temas para os outros compositores e pedi que eles prosseguissem se se sentissem inspirados com algum deles." Os trabalhos em andamento foram lançados depois de retocados por O'Donnell ou enviados para serem terminados por seus compositores.
Nos jogos Halo anteriores, seções de músicas sobrepõem-se e mudam, dependendo da ação do jogador. O sistema de áudio interativo de Reach é muito mais complexo, contando com a possibilidade de combinar até sete camadas de áudio, enquanto, em Combat Evolved, havia apenas duas. Os desenvolvedores também expandiram o sistema de efeitos sonoros. Todos os objetos interagindo em Reach produzem dois sons para seus respectivos objetos; por exemplo, um veículo Warthog que acerta um soldado Covenant de armadura produz um som de metal esmagando, baseado nos dois elementos colidindo.
| Halo: Reach (Original Soundtrack) |                            |                                     |         |  |
| N.º                               | Título                     | Compositor(es)                      | Duração |  |
| 1.                                | "Overture"                 | Martin O'Donnell, Michael Salvatori | 4:47    |  |
| 2.                                | "Winter Contingency"       | O'Donnell, Salvatori                | 12:09   |  |
| 3.                                | "ONI: Sword Base"          | O'Donnell, Salvatori                | 8:28    |  |
| 4.                                | "Nightfall"                | O'Donnell, Salvatori                | 5:41    |  |
| 5.                                | "Tip of the Spear"         | O'Donnell, Salvatori                | 6:05    |  |
| 6.                                | "Long Night of Solace"     | O'Donnell, Salvatori                | 11:47   |  |
| 7.                                | "Exodus"                   | O'Donnell, Salvatori                | 7:19    |  |
| 8.                                | "New Alexandria"           | O'Donnell, Salvatori                | 8:42    |  |
| 9.                                | "The Package"              | O'Donnell, Salvatori                | 6:56    |  |
| 10.                               | "The Pillar of Autumn"     | O'Donnell, Salvatori                | 9:40    |  |
| 11.                               | "Epilogue"                 | O'Donnell, Salvatori                | 4:30    |  |
| 12.                               | "From The Vault"           | O'Donnell, Salvatori                | 4:59    |  |
| 13.                               | "Ashes"                    | O'Donnell, Salvatori                | 2:46    |  |
| 14.                               | "Fortress"                 | O'Donnell, Salvatori                | 1:08    |  |
| 15.                               | "We're Not Going Anywhere" | O'Donnell, Salvatori                | 1:14    |  |
| 16.                               | "At Any Cost"              | O'Donnell, Salvatori                | 2:30    |  |
| 17.                               | "Both Ways (Remix)"        | O'Donnell, Salvatori                | 2:17    |  |
| 18.                               | "Walking Away"             | O'Donnell, Salvatori                | 1:53    |  |
| 19.                               | "Ghosts and Glass"         | O'Donnell, Salvatori                | 2:42    |  |
| 20.                               | "We Remember"              | O'Donnell, Salvatori                | 2:05    |  |
| Duração total:                    | Duração total:             | Duração total:                      | 107:24  |  |

### Beta do multijogador
A beta do modo multijogador de Reach foi aberta aos compradores de Halo 3: ODST. Mais de três milhões de cópias de ODST foram vendidas até novembro de 2009. A Bungie estimou que entre dois e três milhões de jogadores participariam da beta de Reach, número muito superior aos 800,000 que participaram da beta de Halo 3. O planejamento de desenvolvimento forçou a Bungie a lançar a beta desenvolvida há seis semanas, com muitos bugs que foram corrigidos no lançamento final. Embora preocupado com o fato de os problemas mancharem a imagem do jogo, Jarrard afirmou que eles não tinham outra escolha senão lançar a beta como estava e, posteriormente, comunicarem-se com os jogadores a respeito das correções.
Mais de 2.7 milhões de jogadores participaram da beta, que durou de 3 até 20 de maio. A beta foi inicialmente testada por um grupo interno de empregados da Bungie e da Microsoft, com o número total de jogadores na casa dos milhares. Quando tornou-se pública, mais de um milhão de jogadores jogaram no primeiro dia, o que fez os servidores terem dificuldade de aguentar o tráfego. Jarrard afirmou que as 16 milhões de horas totais de jogo durante a fase beta foram vitais para ver como Reach seria executado.
A Bungie usou a beta para corrigir erros, falhas e problemas de balanço nos elementos da jogabilidade. "Nós precisamos de que nossos fãs nos enviassem comentários", disse Lehto, adicionando que ter uma grande audiência participando da beta do jogo permitiu a eles conseguir informações úteis para moldar o produto final. O jogo automaticamente coletou estatísticas, como a velocidade de upload e as preferências; resolver o que Jarrard chamou de "o feedback mais subjetivo e anedótico" de emails e fóruns provou-se difícil. A beta de Reach provocou mais de 360,000 postagens em fóruns da comunidade Bungie. A empresa criou tópicos oficiais para tipos de problemas para lidar com o grande volume de feedback. "Nós tentamos dar às pessoas uma forma mais direta de dar o feedback e de tornar nossas vidas mais fáceis. Foi, definitivamente, um monte de informações para avaliar", disse Jarrard. Certos feedbacks de jogadores não se relacionavam com os dados estatísticos obtidos das partidas durante a beta. Chris Carney, designer chefe do modo multijogador, comentou sobre a insatisfação em relação à pistola no começo da beta; no final da beta, a arma foi responsável pela maior parte das mortes vindas de armas incluídas recentemente no jogo. A Bungie implementou partidas de teste especiais para eliminar variáveis de confusão, balancear a jogabilidade e fazer outras mudanças.[carece de fontes?]

## Lançamento

Conteúdo da Legendary Edition

Reach foi lançado em três edições em 14 de setembro de 2010. A edição padrão consiste no jogo e seu manual. A edição limitada, além da cópia do jogo, possui uma embalagem personalizada, informações sobre a história e uma armadura Elite para ser utilizada no modo multijogador. A Legendary Edition contém todos os materiais da edição limitada, uma embalagem diferente, duas horas de comentário do desenvolvedor nas animações do jogo, um efeito de armadura Spartan no jogo e uma estátua de 4,5 kg criada pela McFarlane Toys. Jogadores norte-americanos que compraram uma das cópias iniciais do jogo (logo após o lançamento ou em pré-venda) receberam um capacete Spartan "Recon" customizado para ser usado no jogo; jogadores de outras regiões só puderam obtê-lo fazendo a pré-compra. Reach também foi vendido em um bundle com uma edição limitada do Xbox 360 Slim que apresenta sons baseados em Halo e dois controles.
A Bungie lançou uma demonstração do jogo em 24 de maio de 2010, que conta com uma fase do modo de história, um mapa competitivo do modo online e uma missão cooperativa Firefight. A Microsoft, após, listou Reach como um jogo para download no Xbox Live Marketplace em 12 de agosto de 2010, pelo preço de 99999 Microsoft Points (~US$1250). Um porta-voz confirmou que o download tinha fins de análise de mídia, e não havia planos de distribuir o jogo para o público por meio do Games on Demand. Quatro dias depois, hackers conseguiram acessar, baixar e distribuir o jogo online. A Microsoft afirmou que estava investigando ativamente o assunto. Halo 2, Halo 3 e ODST vazaram antes do lançamento de forma similar.
| Conteúdos                             | Padrão | "Limited Edition" | "Legendary Edition" |
| ------------------------------------- | ------ | ----------------- | ------------------- |
| Cópia do jogo                         | Sim    | Sim               | Sim                 |
| Caixa Temática ONI & Mochila Artefato | Não    | Sim               | Sim                 |
| Waypoint avatar gear                  | Não    | Sim               | Sim                 |
| Armadura Exclusiva do Sangheili       | Não    | Sim               | Sim                 |
| Efeito Exclusivo da Armadura Spartan  | Não    | Sim               | Sim                 |
| Conteúdo Digital Exclusivo            | Não    | Não               | Sim                 |
| Estátua do Noble Team                 | Não    | Não               | Sim                 |
| Grande Caixa Temática da UNSC         | Não    | Não               | Sim                 |
| UA multi threat chest                 | Sim    | Sim               | Sim                 |
| Capacete de Reconhecimento            | Sim    | Sim               | Sim                 |

### Marketing
De acordo com Jarrard, a equipe decidiu realizar um marketing muito mais grandioso para Reach do que para ODST. A Microsoft deu a Reach seu maior orçamento para marketing até então, ultrapassando os US$6.5 milhões do premiado marketing de Halo 3. A Interpublic Group of Companies cuidou da estratégia e desenvolvimento de vídeos para a campanha de marketing, enquanto a AKQA desenvolveu componentes interativos. As agências estiveram envolvidas com o marketing de Halo 3. O objetivo dos anunciantes foi simples: "Lembrar de Reach. Focar nos heróis, não nas vítimas. Expandir nossa audiência além dos fanboys de Halo."
A campanha de publicidade começou em abril de 2010 com o curta live-action "Birth of a Spartan" ("O Nascimento de um Spartan"). Uma série de vídeos online destacando um dia na vida de cidadãos de Reach antes da invasão dos Covenant começou em 23 de agosto, seguida de comerciais de TV em 29 de agosto. A série de curtas live-action foi concluída no final de agosto com outro curta, "Deliver Hope" ("Entregar Esperança"). Como parte das promoções, a Microsoft criou uma escultura de luz; usuários entravam num website onde podiam controlar um robô industrial KUKA para colocar pontos de luz; mais de 54,000 pontos criaram um monumento para a Equipe Noble, que sumiria, a não ser que mais pontos fossem colocados. O marketing de Reach ganhou diversos prêmios da indústria, entre eles, treze medalhas do MI6 Game Marketing Conference Awards.[carece de fontes?]
Diversas linhas de mercadorias baseadas em Reach foram lançadas. McFarlane, que havia produzido brinquedos para Halo 3, criou uma linha de action figures de cerca de 12,7 cm, enquanto a linha de brinquedos Play Arts, da Square, criou figuras adicionais.
Reach foi lançado na terça-feira, no dia 14 de setembro, em 25 países. Dezenas de milhares de lojas inscreveram-se para eventos de lançamento à meia-noite; eventos patrocinados tomaram lugar em Londres, Oslo, Estocolmo e Nova York.

### Conteúdo adicional
Reach suporta conteúdo para download (DLC) adicional. A Bungie lançou seu primeiro conteúdo para download (o pacote de mapas Noble) em 30 de novembro de 2010. Noble contém três mapas, todos eles únicos, ou seja, não são baseados nas fases de campanha de Reach. A Microsoft fez uma parceria com a Certain Affinity, que havia trabalhado em mapas de Halo 2, para produzir o segundo pacote de mapas, chamado Defiant, lançado em 15 de março de 2011.
A 343 Industries lançou atualizações para Reach que modificaram as mecânicas de jogo, como a propagação de disparos e o dano corpo a corpo. A atualização também continha listas de reprodução para Halo: Combat Evolved Anniversary. Compradores de Anniversary receberam um comprovante para baixar os sete mapas multijogador diretamente em Reach; o pacote de mapas também ficou disponível para compra na Xbox Live.

## Recepção

### Criticas profissionais
Halo: Reach recebeu aclamação da crítica em seu lançamento. O jogo mantém uma média de 91,79% e 91/100 nos sites de agregação GameRankings e Metacritic. Críticos como Thierry Nguyen do 1UP.com, Matt Cabral da GamePro, Will Tuttle da GameSpy, avaliadores da revista Edge e outros consideraram Reach o melhor Halo até então. Avaliadores destacaram que houve algumas grandes mudanças na fórmula de Halo; Erik Brudvig, da IGN, escreveu que Reach não é apenas "outra reedição", apesar de que os veteranos da franquia se sentirão em casa com o jogo.
Nguyen, Tom Hoggins do The Daily Telegraph e outros escreveram que Reach pegou os melhores elementos dos jogos anteriores e combinou-os com maestria. Hoggins afirmou que essa abordagem fez de Reach "um crescimento alucinante de tirar o fôlego para o valor de uma década de trabalho", mas também que seria improvável transformar os que não eram fãs de Halo como resultado. Kevin Lynch, do Daily Mirror, elogiou a Bungie por introduzir novas mecânicas de jogabilidade, como mochilas a jato, sem estragar a curva de dificuldade ou o equilíbrio do jogo.
Brudvig elogiou a campanha, por evitar "paisagens repetitivas e enredos sinuosos e difíceis de seguir" como jogos Halo anteriores. Chris Watters, da GameSpot, e outros sentiram que a inteligência artificial de companheiros era menos avançada do que a dos inimigos, especialmente ao dirigir. Steve Boxer escreveu para o The Guardian que a história de Reach fez a dos títulos anteriores parecerem "amadoras"; Nguyen sentiu que, considerando que os jogos anteriores de Halo ficaram atolados em inconsistências e informações de difícil compreensão, Reach conta uma história mais geral e acessível. Apesar disso, ele escreveu que o jogo sofre com personagens excessivamente arquetípicos e genéricos, e os jogadores só passaram tempo suficiente com alguns membros da Equipe Noble: "Eu quase me esqueci de que o Noble Four (Emile) existiu por grande parte da campanha, já que eu raramente o vi". Gus Mastrapa, da revista Wired, comparou, desfavoravelmente, os membros da Equipe Noble aos fuzileiros de Aliens, afirmando que a maior parte dos personagens é imemorável e superficial. Charlie Baratt, do Games Radar, opinou que a campanha de Reach é melhor do que a de ODST, mas carece do "potencial de mudança da franquia" que foi prometido.
Ben Kuchera, do site Ars Technica, aproveitou o modo multijogador de Reach por sua extensão: "não importa como você joga, você encontrará algo de que irá gostar". Baratt e outros elogiaram as diversas novas e antigas opções de customização disponíveis aos jogadores. Watters e Kuchera elogiaram o conceito de perfis psicológicos para aprimorar escolhas de companheiros, mas questionaram sua efetividade. G4 considerou o Mundo da Fornalha de Reach mais extenso e impressionante do que o de Halo 3, e Lynch escreveu que o grande número de opções para o multijogador daria um longo ciclo de vida para os jogadores.
Críticos consideraram os componentes audiovisuais um avanço notável em relação aos de Halo 3 e ODST. Troy Rawhiti-Forbes, do jornal New Zealand Herald, escreveu que, com os gráficos e animações aprimorados, "[Reach] parece-se com um projeto de grande orçamento de Hollywood". A Official Xbox Magazine reconheceu que há jogos com gráficos melhores, mas elogiou Reach por sua "beleza atraente e de tirar o fôlego", notando que a inclusão de animais selvagens e civis intensificou a impressão de um planeta sitiado. Martin Robinson, do IGN UK, apreciou a trilha sonora melancólica de O'Donnell e os efeitos sonoros refeitos, e escreveu que as novas armas "parecem estar prestes a arrancar suas mãos fora".

### Vendas
Reach arrecadou US$200 milhões em seu primeiro dia de vendas, um recorde para a franquia. Suas vendas fortes sugeriram a analistas que títulos importantes na temporada de férias poderiam reverter as vendas fracas de jogos eletrônicos em 2010.[carece de fontes?] Em seus primeiros dezesseis dias, o jogo vendeu US$350 milhões. Reach estreou no topo das vendas de jogos de Xbox 360 na maior parte dos territórios.[carece de fontes?] A NPD Group calculou que Reach vendeu 3.3 milhões de unidades na América do Norte, tornando-o o terceiro jogo de sua geração a vender mais de três milhões de unidades em seu primeiro mês (juntamente com Halo 3 e Call of Duty: Modern Warfare 2). Halo Reach tornou-se o terceiro jogo mais vendido de 2010 na América do Norte, atrás de Call of Duty: Black Ops e Madden NFL 11. O jogo vendeu 9.6 milhões de unidades até novembro de 2014.
No Reino Unido, a semana de lançamento de Reach foi a do quinto maior lançamento no território, ultrapassando a estreia de Halo 3 por 20,000 unidades e a de ODST por 200,000. Em sua segunda semana no ranking de vendas do Reino Unido, Reach foi o segundo título mais vendido, substituído pelo jogo de corrida F1 2010.[carece de fontes?] Reach continuou como primeiro lugar em sua segunda semana na América do Norte. No Japão, o jogo estreou como primeiro lugar com 44,413 unidades, mas saiu-se mal a longo prazo (como outros jogos Halo no país). Esse resultado ficou acima das vendas de ODST, que foram de 29,734 no mesmo período, mas abaixo de Halo 3, que vendeu 61,143 unidades. Reach saiu do top 20 de jogos mais vendidos em sua segunda semana.

### Prêmios
| Distinção           | Premiação               | Apresentado por    | Data                   |
| ------------------- | ----------------------- | ------------------ | ---------------------- |
| Melhor Som          | GG Awards 2010          | Good Game          | 6 de dezembro de 2010  |
| Jogo de Tiro do Ano | Game of the Year 2010   | GameSpy            | 22 de dezembro de 2010 |
| Jogo do Ano         | Drunk Tank Awards 2010  | Drunk Tank Podcast | 5 de janeiro de 2011   |
| Melhor Multijogador | Spike Video Game Awards | Spike TV           | 11 de dezembro de 2010 |